# Antillicharis energos
Antillicharis energos är en insektsart som beskrevs av Otte, D. och Perez-gelabert 2009. Antillicharis energos ingår i släktet Antillicharis och familjen syrsor. Inga underarter finns listade i Catalogue of Life.